# 山谷花純
山谷 花純（やまや かすみ、1996年12月26日 - ）は、日本の女優。宮城県仙台市出身。エイベックス・マネジメント所属。

## 略歴
エイベックス主催「俳優・タレント・モデルオーディション」に合格し、翌2008年の12歳時、ドラマ『CHANGE』で女優デビュー。その後も子役・モデルとして活動を続ける。『おひさま』でNHKの連続テレビ小説に初出演。『手裏剣戦隊ニンニンジャー』に百地霞（モモニンジャー）役で出演し注目を集めた。
受からなければ役者を辞めると決めて挑んだ劇場版『劇場版コード・ブルー -ドクターヘリ緊急救命-』のオーディションに合格。結婚を控えた末期がんの患者・富澤未知役だったため、フジテレビの楽屋でバリカンを使って本当に丸刈りにしたことを自身のInstagramで明かし、演技とともに話題になった。
マドリード国際映画祭2019にて、主演作『フェイクプラスティックプラネット』での演技により最優秀外国語映画主演女優賞を受賞した。
2019年12月に『みやぎ絆大使』に任命される。

## 人物・エピソード
小学校の担任教師の勧めで、モデルとしてエイベックスのオーディションを受けるが、身長が低く子役としてスタート。
演技にあたっては、自身が経験していない職業などは映画やドラマなどを参考にし、ちゃんとしたイメージを把握した上で挑むようにしている。
『ニンニンジャー』出演時は、高校卒業に差し掛かり仕事をセーブしようと計画していた矢先に合格したため、撮影当初はあまり身が入らずにいたが、同時期に出演した『世にも奇妙な物語』で監督の山崎貴から「何もしないでやる1年と、何か自分で開拓しながら過ごす1年では、最終的に1年後の自分に見える世界がまったく違ってくる」と言われ意識を変えていったという。
『ニンニンジャー』でカメラマンを務めた松村文雄からは他のメンバーと同様に厳しく怒られたが、山谷自身も物事をはっきり言うタイプであるため松村に対して言い返すこともあった。山谷はその後のインタビューで松村にはすごく可愛がられたと述べている。
『ニンニンジャー』で共演した多和田秀弥は、山谷について「大きな視点でいろんなことを真剣に考えている」と評している。
『仮面ライダー×仮面ライダー ウィザード&フォーゼ MOVIE大戦アルティメイタム』以降、多数の作品で山谷を起用している監督の坂本浩一は、山谷の芝居の幅の広さを評価しており、特に『モブサイコ100』では山谷が弾けた演技を見せたことに他の俳優らも触発されていったことを語っている。
『相棒』S23-16話『花は咲く場所を選ばない』（テレビ朝日、2025年2月19日放送）で共演した松井愛莉とは、生年月日（1996年12月26日）・血液型が同じ（O型）で、東北地方出身という共通点があるが、県だけが違う。（山谷：宮城県、松井：福島県）

## 出演

### テレビドラマ
- CHANGE（2008年5月12日 - 7月14日、フジテレビ）[4]
- ラブレター 第2 - 10話（2008年11月25日 - 12月5日、TBS） - 越智陽子（小学生時代） 役
- ママは昔パパだった（2009年8月23日 - 9月27日、WOWOW） - 有馬ゆか 役
- ハンチョウ3〜神南署安積班〜 第6話（2010年8月9日、TBS） - 花村ゆい 役
- パーフェクト・リポート 第8・9話（2010年12月5日・12日、フジテレビ） - 麻生瑞貴 役
- 連続テレビ小説（NHK）
  - おひさま 第1・13・37・89話（2011年4月4日・18日・5月16日・7月15日） - 原口まどか 役
  - あまちゃん 第54 - 68・74・90・156話（2013年6月1日 - 18日・25日・7月13日・9月28日） - 桜庭 役
  - らんまん 第28 - 32・43・45・56・74・75・77・78・80・82・83・89・90・93・96・121話（2023年5月10日 - 16日・31日・6月2日・19日・7月3日・13日・14日・18日・19日・21日・25日・26日・8月3日・4日・9日・14日・9月18日） - 宇佐見ゆう 役[14][15]
- 鈴木先生 第7話（2011年6月6日、テレビ東京） - 増田寛香 役
- IS〜男でも女でもない性〜（2011年7月18日 - 9月19日、テレビ東京） - 星野夏 役
- 早海さんと呼ばれる日 第4・5話（2012年2月5日・12日、フジテレビ） - 高橋くるみ 役
- ブラックボード〜時代と戦った教師たち〜 第3夜（2012年4月7日、TBS） - 江川理恵 役
- リセット〜本当のしあわせの見つけ方〜（2012年9月30日、MBS） - 赤坂晴美（高校生時代） 役
- 高校入試 第4話（2012年10月27日、フジテレビ）
- ラストホープ 第3話（2013年1月29日、フジテレビ） - 荻原雪代（少女期） 役
- 科捜研の女（テレビ朝日）
  - season12 第4・5話（2013年1月31日・2月14日） - 成尾蒼 役
  - season24 最終話（2024年9月11日） - 福原楓 役[16]
- イタズラなKiss〜Love in TOKYO（2013年3月29日 - 7月19日、フジテレビTWO） - 石川理美 役
  - イタズラなKiss2〜Love in TOKYO（2014年11月24日 - 2015年4月6日、フジテレビ）
- ぴんとこな 第1話（2013年7月18日、TBS）
- SHARK 第3・9話（2014年1月25日・3月8日、日本テレビ） - 桜井笑美 役
- 天誅〜闇の仕置人〜 第4話（2014年2月14日、フジテレビ） - 加藤ミサ 役
- 珈琲屋の人々 第2話（2014年4月13日、NHK BSプレミアム） - 恵里佳 役
- アウトバーン マル暴の女刑事・八神瑛子（2014年8月9日、フジテレビ） - 蘭蘭 役
- ファーストクラス（2014年10月15日 - 12月24日、フジテレビ） - 佐丹野結衣 役[17]
- 手裏剣戦隊ニンニンジャー（2015年2月22日 - 2016年2月7日、テレビ朝日） - 百地霞 / モモニンジャー 役
  - 手裏剣戦隊ニンニンジャーVS仮面ライダードライブ 春休み合体1時間スペシャル（2015年3月29日、テレビ朝日） - 百地霞 / モモニンジャー 役
- 世にも奇妙な物語 25周年記念!秋の2週連続SP「バツ」（2015年11月28日、フジテレビ） - 益田江梨子 役
- 夏樹静子サスペンス 光る崖（2016年2月20日、フジテレビ） - 豊松加奈 役[18]
- 櫻子さんの足下には死体が埋まっている 第2 - 6・10話（2017年4月30日 - 5月28日・6月25日、フジテレビ） - 津々見三奈美 役[19]
- トットちゃん!（2017年10月 - 12月、テレビ朝日） - 横山道代 役
- 水戸黄門 第7話（2017年11月15日、BS-TBS） - いろは 役
- モブサイコ100（2018年1月19日 - 4月6日、テレビ東京） - 暗田トメ 役[20]
- 主婦カツ!（2018年10月7日 - 、NHK BSプレミアム） - 杉山明日香 役
- 結婚相手は抽選で（2018年10月6日 - 11月24日、東海テレビ・フジテレビ系） - 波多野マコ 役
- リーガルV〜元弁護士・小鳥遊翔子〜 第1話（2018年10月11日、テレビ朝日）[21] - 三島麻央 役
- トレース〜科捜研の男〜（2019年1月7日 - 3月、フジテレビ） - 沢口カンナ 役[4]
- ドラマスペシャル 死命〜刑事のタイムリミット〜（2019年5月19日、テレビ朝日） - 蒼井瑞希 役[22]
- アンサング・シンデレラ病院薬剤師の処方箋 第6話（2020年8月20日、フジテレビ） - 遠野倫 役[23]
- 極主夫道 第8話（2020年11月29日、日本テレビ）[24] - アイナ（店員1） 役
- 遺留捜査 第6シーズン 第1話（2021年1月14日、テレビ朝日） - 須藤温香 役
- アノニマス〜警視庁“指殺人”対策室〜 第2話（2021年2月1日、テレビ東京） - 相沢美波 役
- 終着駅シリーズ37「停年のない殺意」（2021年4月1日、テレビ朝日） - 伊庭晴美 役[25]
- 欠点だらけの刑事（2021年9月22日、テレビ朝日） - 鹿野秀美 役
- 駐在刑事 Season3 第2話（2022年1月21日、テレビ東京） - 浜野まなみ 役[26]
- liar（2022年2月16日 - 4月6日、MBS・TBS） - 松永裕美 役[27]
- 大河ドラマ 鎌倉殿の13人（2022年、NHK） - せつ（若狭局）役[28]
- 親友は悪女（2023年1月8日 - 3月26日、BSテレビ東京） - 主演・高遠妃乃 役（清水くるみとダブル主演）[29]
- いちばんすきな花（2023年10月12日 - 、フジテレビ） - 夏美 役
- アイドル誕生 輝け昭和歌謡（2023年12月1日、NHK BSプレミアム4K / 2024年1月2日、NHK BS） - ミイ 役[30]
- 彼女と彼氏の明るい未来（2024年1月12日 - 2月23日、MBS） - 秋 役[31]
- 新空港占拠（2024年1月13日 - 3月16日、日本テレビ） - 鶏 / 重原瀬奈 役[32]
- アンメット ある脳外科医の日記（2024年4月15日 - 6月24日、関西テレビ・フジテレビ） - 森陽南子 役[33]
- 海のはじまり 第2話 - （2024年7月8日 - 9月23日、フジテレビ） - 乃木夏美 役[34]
- 相棒 season23 第16話「花は咲く場所を選ばない」（2025年2月19日、テレビ朝日）- 倉田ひかり 役
- もしも世界に『レンアイ』がなかったら（2025年8月1日 - 、CBCテレビ） - 葵役 役[35]

### ウェブドラマ
- I am GHOST（2009年10月20日 - 、全24話、BeeTV） - 金井花純 役
- 指恋〜君に贈るメッセージ〜（2013年12月4日 - 、全12話、UULA） - 田所紗英 役
- 湘南純愛組!（2020年2月28日 - 、全8話、Amazonプライム・ビデオ） - 長瀬渚 / 夜叉 役[36]
- 誰かが、見ている（2020年9月18日、全8話、Amazonプライム・ビデオ）[5]
- 暴力無双 -サブリミナル・ウォー-（2021年1月24日、Xstream46） - リーシュ 役[37][38]
- 私の正しいお兄ちゃん（2021年10月15日 - 、FOD） - ヒロイン・理世 役[39]
- 東京彼女 1月号（2024年1月8日 - 、YouTube） - 主演・さな 役[40]
- 愛してるって、言いたい（2024年3月15日 - 5月10日、FOD） - 田中まい 役[41]
- 旦那のアレ、もらってください（2024年12月20日、BUMP） - 北川みなみ 役[42]
- 結婚詐欺師と堕ちる女（2025年3月19日 - 、BUMP） - 主演・高橋麻夢 役（田島亮とダブル主演）[43]
- 三井ホーム ショートドラマ『亀山夫婦は、注文したい。』（2025年4月25日 - 、YouTube）- 亀山夫妻の妻 役[44]

### 映画
- 告白（2010年6月5日、東宝） - 内藤由香里 役
- 大人になった夏（2010年6月12日、エイベックス・エンタテインメント） - 主演・向井藍 役
- リアル鬼ごっこ3（2012年5月12日、Thanks Lab.） - リノ 役
- 悪の教典（2012年11月10日、東宝） - 三田彩音 役
- 仮面ライダー×仮面ライダー ウィザード&フォーゼ MOVIE大戦アルティメイタム（2012年12月8日、東映） - 小巻瑠美 役
- 今日、恋をはじめます（2012年12月8日、東宝） - 市倉深歩 役
- 舟を編む（2013年4月13日、松竹 / アスミック・エース）
- 白魔女学園（2013年9月21日、東映） - 白鳥かすみ 役
  - 白魔女学園 オワリトハジマリ（2015年6月13日、東映）
- 男子高校生の日常（2013年10月12日、ショウゲート） - 羽原 役
- 劇場版 零 ゼロ（2014年9月26日、KADOKAWA） - 野原カスミ 役
- 太陽の坐る場所（2014年10月4日、ファントム・フィルム） - 水上由希（高校生時代） 役
- 寄生獣（2014年11月29日、東宝） - 裕子 役
- スーパー戦隊シリーズ（東映）
  - 烈車戦隊トッキュウジャーVSキョウリュウジャー THE MOVIE（2015年1月17日） - モモニンジャーの声 役
  - スーパーヒーロー大戦GP 仮面ライダー3号（2015年3月21日） - 百地霞 / モモニンジャー 役
  - 手裏剣戦隊ニンニンジャー THE MOVIE 恐竜殿さまアッパレ忍法帖!（2015年8月8日） - 百地霞 / モモニンジャー 役
  - 手裏剣戦隊ニンニンジャーVSトッキュウジャー THE MOVIE 忍者・イン・ワンダーランド（2016年1月23日） - 百地霞 / モモニンジャー 役
  - 劇場版 動物戦隊ジュウオウジャーVSニンニンジャー 未来からのメッセージ from スーパー戦隊（2017年1月14日） - 百地霞 / モモニンジャー 役
- 人狼ゲーム プリズン・ブレイク（2016年7月2日、AMGエンタテインメント） - 土屋みづき 役[45]
- シンデレラゲーム（2016年10月1日、AMGエンタテインメント） - 主演・灰谷沙奈 役[46]
- N.Y.マックスマン（2017年、KATSU-do） - 海東果穂 役[47]
- チェリーボーイズ（2017年2月17日、アークエンタテインメント） - 岩波節子 役
- 劇場版コード・ブルー -ドクターヘリ緊急救命-（2018年7月27日、東宝） - 富澤未知 役[8]
- 耳を腐らせるほどの愛（2019年6月14日） - 福山朱音 役
- 今日も嫌がらせ弁当（2019年6月28日、ショウゲート） - 栄子 役
- フェイクプラスティックプラネット（2020年2月7日）[48]
- さくら（2020年11月13日、松竹） - 須々木原環 役[49]
- 泣いたことがないなんて、嘘つきめ（2021年2月）※映画祭「MOOSIC LAB」で上映[50]
- まともじゃないのは君も一緒（2021年3月19日、エイベックス・ピクチャーズ） - 君島彩夏 役
- N号棟（2022年4月29日、SDP）[51] - 真帆 役[52]
- 劇場版 ねこ物件（2022年8月5日） - 猫カフェ店長・畑山 役[53]
- 天間荘の三姉妹（2022年10月28日、東映） - 芹崎優那 役[54]
- 夢の中（2024年5月10日、レプロエンタテインメント） - 根元アヤ 役[55]
- BADBOYS -THE MOVIE-（2025年5月30日、東映） - エリカ 役[56]
- リライト（2025年6月13日、バンダイナムコフィルムワークス） - 長谷川敦子 役[57][58]

### オリジナルビデオ
- 宇宙刑事シャイダー NEXT GENERATION（2014年11月7日、東映ビデオ） - ヒルダ・ゴードン 役
- 帰ってきた手裏剣戦隊ニンニンジャー ニンニンガールズVSボーイズ FINAL WARS（2016年6月22日、東映ビデオ） - 百地霞 / モモニンジャー 役

### 舞台
- 瞑るおおかみ黒き鴨（2016年9月1日 - 22日、天王洲銀河劇場 他） - さき 役[59]
- 東京喰種トーキョーグール〜或いは、超越的美食学をめぐる瞑想録〜（2017年6月29日 - 7月9日、シアター1010 他） - 西野貴未 役[60]
- 彩の国シェイクスピア・シリーズ第35弾『ヘンリー八世』（2020年2月14日 - 27日、彩の国さいたま芸術劇場） - アン・ブリン 役[61]
  - 彩の国シェイクスピア・シリーズ『ヘンリー八世（再演）』（2022年9月16日 - 25日〈予定〉、彩の国さいたま芸術劇場 大ホール 他） - アン・ブリン 役[62]
- 制作「山口ちはる」プロデュース特別公演〜ちーちゃん配信をやろうよ〜 ステージシネマ「ママンザイ」（2021年3月5日 - 14日配信）※舞台と映画の融合作品[63]
- 終わりよければすべてよし（2021年5月12日 - 29日、彩の国さいたま芸術劇場大ホール 他） - ダイアナ 役[64]

### ミュージック・ビデオ
- シェネル「Everybody」（2025年）[65]

### CM
- ホットスタッフ（2017年7月 - ）[66]

### 雑誌
- ニコ☆プチ（2009年 - 2010年、新潮社） - 専属モデル

## 書籍

### 写真集
- baby's breath（2016年2月6日、ワニブックス、撮影：松田忠雄）ISBN 978-4-8470-4810-4[67]